# Haja El Hamdaouia
Haja El Hamdaouia (الحاجة الحمداوية), née en 1930 dans le quartier  Derb Sultan à Casablanca et morte le 5 avril 2021 à Rabat,, est une chanteuse marocaine du chaâbi, la première à avoir modernisé la musique marocaine. La chanteuse elle est également originaire de coté paternel de zagora ville  en Sud Est du Maroc.
Pendant sa longue carrière, elle choisit l'aïta comme référence musicale majeure, recueillant ainsi les rythmes et paroles héritées de l'aïta dite "Al Marsawiya" de sa région natale de Casablanca.

## Biographie
Cette spécialiste du genre aïta marsaouii, en référence à marsa (port), s'est imposée sur la scène nationale grâce à ses interprétations qui ont rendu populaires des chansons. Haja Hamdaouia est la première femme marocaine à avoir modernisé ce style et le chaâbi marocain et a révolutionné la scène artistique aux débuts de la télévision marocaine. Au milieu des années 1950, la chanteuse écrit une chanson pour dénoncer la colonisation française. Son geste «spontané», comme elle le dit elle-même, la force à vivre clandestinement dans son propre pays, avant de vivre en exil en France, en profitant aussi pour se faire connaître auprès de la diaspora algérienne. Elle a eu l'idée de chanter devant un véritable orchestre « patchwork » : saxophone, orgue, guitare, violon et tambourin.
Ses tubes Daba Yji, Jiti majiti, Dada Ou hiyani, Mal ?? Hbibi Liya et bina Sœur mada ont marqué la mémoire de plusieurs générations. Ces classiques sont actuellement repris par les plus célèbres chanteurs folkloriques marocains.
Reléguée aux oubliettes pendant les années 1980 et 1990, elle tombe dans l'anonymat, vivant dans une chambre de bonne où elle survit grâce à quelques contrats, à la charité et au soutien d'amis et de sa communauté.
Après une carrière musicale qui aura duré sept décennies, elle se retire de la scène. Âgée de 90 ans, l'artiste se dit « fatiguée » et annonce son départ dans un clip « Hadya Lbhar » qu’elle a tourné avec la fille de Saïd Aouita. Depuis plusieurs années, elle souffrait d’une anémie  et était contrainte de se rendre régulièrement à l’hôpital pour des transfusions sanguines. Elle meurt à 91 ans de l'une de ces complications.